# Cantó de Boussières
El cantó de Boussières és un cantó francès del departament del Doubs, situat al districte de Besançon. Té 20 municipis i el cap és Boussières.

## Municipis
| - Abbans-Dessous - Abbans-Dessus - Avanne-Aveney - Boussières - Busy - Byans-sur-Doubs - Grandfontaine - Larnod - Montferrand-le-Château - Osselle | - Pugey - Rancenay - Roset-Fluans - Routelle - Saint-Vit - Thoraise - Torpes - Velesmes-Essarts - Villars-Saint-Georges - Vorges-les-Pins |

## Història
| Data d'elecció                           | Identitat        | Partit                       | Qualitat |
| ---------------------------------------- | ---------------- | ---------------------------- | -------- |
| 1945-1982                                | M. Carmille      | radical, després UDF-radical |          |
| 1982-2001                                | Guy Picard       | RPR                          |          |
| 2001-                                    | Annick Jacquemet | UMP                          |          |
| les dades anteriors no són pas conegudes |                  |                              |          |
|                                          |                  |                              |          |